# STS-26
STS-26 (ang. Space Transportation System; nazywana też Return to Flight – Powrót do Lotu) – pierwsza misja amerykańskiego wahadłowca kosmicznego po przerwie trwającej 975 dni, spowodowanej katastrofą Challengera. Dwudziesta szósta misja programu lotów wahadłowców i siódma wahadłowca Discovery.

## Załoga[1]
- Frederick Hauck (3)*, dowódca
- Richard Covey (2), pilot
- John Lounge (2), specjalista misji
- George „Pinky” Nelson (2), specjalista misji
- David Hilmers (2), specjalista misji

*(liczba w nawiasie oznacza liczbę lotów odbytych przez każdego z astronautów)

## Parametry misji
- Masa:
  - startowa orbitera: 115 487 kg
  - lądującego orbitera: 88 078 kg
  - ładunku: 21 082 kg
- Perygeum: 301 km
- Apogeum: 306 km
- Inklinacja: 28,5°
- Okres orbitalny: 90,6 min

## Cel misji
Przywrócenie lotów wahadłowców po tragicznym wypadku Challengera, umieszczenie na orbicie satelity telekomunikacyjnego TDRS-3.